# بنت الضرة (مسلسل)
بنت الضرة مسلسل سوري من إنتاج العام 1997 وهو أول عمل فني تظهر فيه سلاف فواخرجي لأول مرة.

## قصة المسلسل
تعود (هالة) إلى منزل والدها (عدنان بك) بعد فراق دام لسنوات منذ افتراقه عن أمها (سمية) لتحاول أن تشعر بدفأ العائلة، أخواتها من أبيها (هيام وتيسير)، تواجه (هالة) العديد من الصعوبات والرفض فهي في النهاية (بنت الضرة) مهما سعت من أجل ترسيخ قيمة الأسرة الواحدة، وفي مشوارها نحو الحب والخير و الجمال وسط جو من المكائد والدسائس، تجد إلى جانب أبيها من يؤازرها كزوج أختها (نذير) الذي يسعى معها من أجل كشف النقاب عن الكثير من أسرار الماضي التي ستساعدهما في فهم الحاضر والاستعداد للمستقبل، وتلفت (هالة) بطيبتها وحنانها نظر رجل الأعمال (ماهر) الذي يسعى جاهدا من أجل كسب ثقتها وصداقتها، ومن ثم قلبها، إلا أن الكثير من الحقائق تتكشف فيما بعد، فما أغرب أن يتحول الحبيب الرقيق إلى العدو الشرس في يوم وليلة، وتتوالي أحداث المسلسل .

## فريق العمل
قصة وسيناريو و حوار: فؤاد شربتجي
إخراج: بسّام سعد
إدارة إنتاج: سعد للأنتاج الفني
مدير الإنتاج: وليد حبال
تأليف موسيقي: حسين نازك
مونتاج ومكساج: معتز دياب
تنسيق المناظر: حسن أبو عياش
صوت: رياض الزعبي
تصوير: فايز عبد الحكيم ومازن بركات
إضاءة: عبد الكريم سعيد
مكياج: ردينة ثابت

## بطولة
- أسعد فضة (عدنان بك)
- سمر سامي (هيام)
- أمل عرفة (هالة)
- حاتم علي (تيسير)
- عباس النوري (نذير)
- جمال سليمان (ماهر)
- عابد فهد (نبيل)
- سعد مينه (عدنان)
- سلمى المصري (سمية)
- صباح عبيد (غسان)
- إيمان عبد العزيز (سميرة)
- فاديا خطاب (أمل)
- سلاف فواخرجي (وفاء)
- جلال شموط (سمير)
- بسام لطفي (هاشم)
- أحمد رافع (أحمد)
- إيمان الجابر (سحر)
- أدهم الملا
- فوزي بشارة